# Billy Bremner
William John Bremner, detto Billy (Stirling, 9 dicembre 1942 – Doncaster, 7 dicembre 1997) è stato un calciatore e allenatore di calcio scozzese, di ruolo centrocampista.
Fra gli anni 1959 e 1976 giocò ininterrottamente nel Leeds.

## Biografia
A pochi giorni dal suo cinquantacinquesimo compleanno morì per problemi cardio-circolatori a seguito di una forte polmonite.

## Caratteristiche tecniche
Era un centrocampista minuto fisicamente, ma dotato di buona tecnica. Si distingueva anche per la personalità e l'irruenza (talvolta eccessiva) dei suoi interventi.

## Carriera

### Club
Scartato dall'Arsenal e dal Chelsea in quanto troppo minuto, fu ingaggiato dal Leeds Utd con i quali esordì nel 1960.
Nel 1960, appena risaliti dalla seconda categoria, gli Whites lottarono subito per il titolo, perso solo per differenza reti a vantaggio del Liverpool. Nel 1966 Bremner divenne capitano della squadra e da allora per il Leeds Utd iniziò un periodo di grazia culminato con la vittoria della Coppa delle Fiere nel 1968 e nel 1971, col titolo della First Division nel 1969 e nel 1974, e della Coppa d'Inghilterra nel 1972.

### Nazionale
L'8 maggio 1965 debuttò con la Scozia nell'amichevole pareggiata 0-0 contro la Spagna.
Divenne successivamente capitano della squadra. Convocato per il campionato del mondo 1974 in Germania Ovest, la Scozia di Bremner concluse imbattuta dal girone nel quale era opposta a Brasile, Jugoslavia e Zaire, ma ancora una volta la differenza reti non fu a favore di Bremner e compagni, eliminati dal torneo. Ciononostante le sue prestazioni furono ottime, tante che venne elogiato dal campione brasiliano Pelé.
Ha collezionato complessivamente 54 presenze e 3 reti con la Scozia tra il 1965 e il 1975.

## Omaggi e riconoscimenti

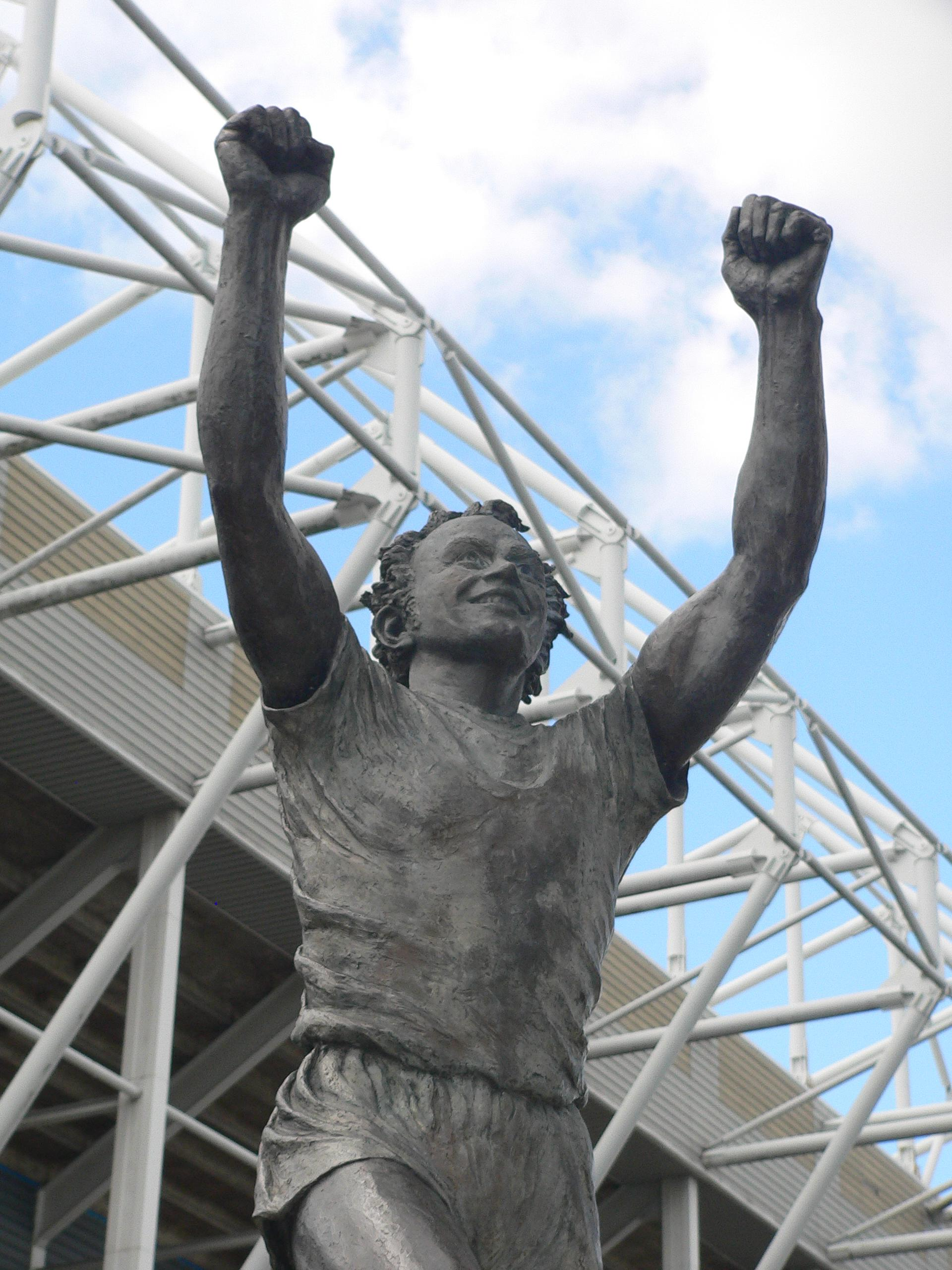
Monumento a Billy Bremner all'esterno dell'Elland Road

In un sondaggio tenuto sul sito web del Leeds Utd nel 2000, Bremner è risultato essere il miglior calciatore di tutti i tempi della storia del club.
Nell'inno del Leeds Utd sono inserite queste strofe in suo ricordo: 

Little Billy Bremner is the captain of the crew

For the sake of Leeds United he would break himself in two

His hair is red and fuzzy and his body's black and blue

As Leeds go marching on.

Nel film Il maledetto United è interpretato dall'attore Stephen Graham.

## Statistiche

### Cronologia presenze e reti in nazionale
| Cronologia completa delle presenze e delle reti in nazionale ― Scozia | Cronologia completa delle presenze e delle reti in nazionale ― Scozia | Cronologia completa delle presenze e delle reti in nazionale ― Scozia | Cronologia completa delle presenze e delle reti in nazionale ― Scozia | Cronologia completa delle presenze e delle reti in nazionale ― Scozia | Cronologia completa delle presenze e delle reti in nazionale ― Scozia | Cronologia completa delle presenze e delle reti in nazionale ― Scozia | Cronologia completa delle presenze e delle reti in nazionale ― Scozia |
| Data                                                                  | Città                                                                 | In casa                                                               | Risultato                                                             | Ospiti                                                                | Competizione                                                          | Reti                                                                  | Note                                                                  |
| --------------------------------------------------------------------- | --------------------------------------------------------------------- | --------------------------------------------------------------------- | --------------------------------------------------------------------- | --------------------------------------------------------------------- | --------------------------------------------------------------------- | --------------------------------------------------------------------- | --------------------------------------------------------------------- |
| 8-5-1965                                                              | Glasgow                                                               | Scozia                                                                | 0 – 0                                                                 | Spagna                                                                | Amichevole                                                            | -                                                                     |                                                                       |
| 13-10-1965                                                            | Glasgow                                                               | Scozia                                                                | 1 – 2                                                                 | Polonia                                                               | Qual. Mondiali 1966                                                   | -                                                                     |                                                                       |
| 9-11-1965                                                             | Glasgow                                                               | Scozia                                                                | 1 – 0                                                                 | Italia                                                                | Qual. Mondiali 1966                                                   | -                                                                     |                                                                       |
| 7-12-1965                                                             | Napoli                                                                | Italia                                                                | 3 – 0                                                                 | Scozia                                                                | Qual. Mondiali 1966                                                   | -                                                                     |                                                                       |
| 2-4-1966                                                              | Glasgow                                                               | Scozia                                                                | 3 – 4                                                                 | Inghilterra                                                           | Amichevole                                                            | -                                                                     |                                                                       |
| 18-6-1966                                                             | Glasgow                                                               | Scozia                                                                | 0 – 1                                                                 | Portogallo                                                            | Amichevole                                                            | -                                                                     |                                                                       |
| 25-6-1966                                                             | Glasgow                                                               | Scozia                                                                | 1 – 0                                                                 | Brasile                                                               | Amichevole                                                            | -                                                                     |                                                                       |
| 22-10-1966                                                            | Cardiff                                                               | Galles                                                                | 1 – 1                                                                 | Scozia                                                                | Qual. Euro 1968                                                       | -                                                                     |                                                                       |
| 16-11-1966                                                            | Glasgow                                                               | Scozia                                                                | 2 – 1                                                                 | Irlanda del Nord                                                      | Amichevole                                                            | -                                                                     |                                                                       |
| 15-4-1967                                                             | Londra                                                                | Inghilterra                                                           | 2 – 3                                                                 | Scozia                                                                | Qual. Euro 1968                                                       | -                                                                     |                                                                       |
| 22-11-1967                                                            | Glasgow                                                               | Scozia                                                                | 3 – 2                                                                 | Galles                                                                | Qual. Euro 1968                                                       | -                                                                     |                                                                       |
| 24-2-1968                                                             | Glasgow                                                               | Scozia                                                                | 1 – 1                                                                 | Inghilterra                                                           | Qual. Euro 1968                                                       | -                                                                     |                                                                       |
| 16-10-1968                                                            | Copenaghen                                                            | Danimarca                                                             | 0 – 1                                                                 | Scozia                                                                | Amichevole                                                            | -                                                                     | cap.                                                                  |
| 6-11-1968                                                             | Glasgow                                                               | Scozia                                                                | 2 – 1                                                                 | Austria                                                               | Qual. Mondiali 1970                                                   | 1                                                                     | cap.                                                                  |
| 11-12-1968                                                            | Nicosia                                                               | Cipro                                                                 | 0 – 5                                                                 | Scozia                                                                | Qual. Mondiali 1970                                                   | -                                                                     | cap.                                                                  |
| 16-4-1969                                                             | Glasgow                                                               | Scozia                                                                | 1 – 1                                                                 | Germania Ovest                                                        | Qual. Mondiali 1970                                                   | -                                                                     | cap.                                                                  |
| 3-5-1969                                                              | Wrexham                                                               | Galles                                                                | 3 – 5                                                                 | Scozia                                                                | Amichevole                                                            | -                                                                     | cap.                                                                  |
| 6-5-1969                                                              | Glasgow                                                               | Scozia                                                                | 1 – 1                                                                 | Irlanda del Nord                                                      | Amichevole                                                            | 1                                                                     | cap.                                                                  |
| 10-5-1969                                                             | Glasgow                                                               | Scozia                                                                | 1 – 4                                                                 | Inghilterra                                                           | Amichevole                                                            | -                                                                     | cap.                                                                  |
| 17-5-1969                                                             | Glasgow                                                               | Scozia                                                                | 8 – 0                                                                 | Cipro                                                                 | Qual. Mondiali 1970                                                   | -                                                                     | cap.                                                                  |
| 21-9-1969                                                             | Dublino                                                               | Irlanda                                                               | 1 – 1                                                                 | Scozia                                                                | Amichevole                                                            | -                                                                     | cap.                                                                  |
| 22-10-1969                                                            | Gotha                                                                 | Germania Ovest                                                        | 3 – 2                                                                 | Scozia                                                                | Qual. Mondiali 1970                                                   | -                                                                     | cap.                                                                  |
| 5-11-1969                                                             | Gotha                                                                 | Austria                                                               | 2 – 0                                                                 | Scozia                                                                | Qual. Mondiali 1970                                                   | -                                                                     | cap.                                                                  |
| 15-5-1971                                                             | Cardiff                                                               | Galles                                                                | 0 – 0                                                                 | Scozia                                                                | Qual. Euro 1968                                                       | -                                                                     | 72’                                                                   |
| 22-5-1971                                                             | Londra                                                                | Inghilterra                                                           | 3 – 1                                                                 | Scozia                                                                | Amichevole                                                            | -                                                                     | Ammonizione                                                           |
| 13-10-1971                                                            | Glasgow                                                               | Scozia                                                                | 2 – 1                                                                 | Portogallo                                                            | Qual. Euro 1972                                                       | -                                                                     | cap.                                                                  |
| 10-11-1971                                                            | Aberdeen                                                              | Scozia                                                                | 1 – 0                                                                 | Belgio                                                                | Qual. Euro 1972                                                       | -                                                                     | cap.                                                                  |
| 1-12-1971                                                             | Amsterdam                                                             | Paesi Bassi                                                           | 2 – 1                                                                 | Scozia                                                                | Amichevole                                                            | -                                                                     | cap.                                                                  |
| 20-5-1972                                                             | Glasgow                                                               | Scozia                                                                | 2 – 0                                                                 | Irlanda del Nord                                                      | Amichevole                                                            | -                                                                     | cap.                                                                  |
| 24-5-1972                                                             | Glasgow                                                               | Scozia                                                                | 1 – 0                                                                 | Galles                                                                | Amichevole                                                            | -                                                                     | cap.                                                                  |
| 27-5-1972                                                             | Glasgow                                                               | Scozia                                                                | 0 – 1                                                                 | Inghilterra                                                           | Amichevole                                                            | -                                                                     | cap.                                                                  |
| 29-6-1972                                                             | Belo Horizonte                                                        | Scozia                                                                | 2 – 2                                                                 | Jugoslavia                                                            | Amichevole                                                            | -                                                                     | cap.                                                                  |
| 2-7-1972                                                              | Porto Alegre                                                          | Scozia                                                                | 0 – 0                                                                 | Cecoslovacchia                                                        | Amichevole                                                            | -                                                                     | cap.                                                                  |
| 5-7-1972                                                              | Rio de Janeiro                                                        | Brasile                                                               | 1 – 0                                                                 | Scozia                                                                | Amichevole                                                            | -                                                                     | cap.                                                                  |
| 18-10-1972                                                            | Copenaghen                                                            | Danimarca                                                             | 1 – 4                                                                 | Scozia                                                                | Qual. Mondiali 1974                                                   | -                                                                     | cap.                                                                  |
| 15-11-1972                                                            | Glasgow                                                               | Scozia                                                                | 2 – 0                                                                 | Danimarca                                                             | Qual. Mondiali 1974                                                   | -                                                                     | cap.                                                                  |
| 14-2-1973                                                             | Glasgow                                                               | Scozia                                                                | 0 – 5                                                                 | Inghilterra                                                           | Amichevole                                                            | -                                                                     | cap.                                                                  |
| 16-5-1973                                                             | Glasgow                                                               | Scozia                                                                | 1 – 2                                                                 | Irlanda del Nord                                                      | Amichevole                                                            | -                                                                     | 48’                                                                   |
| 19-5-1973                                                             | Londra                                                                | Inghilterra                                                           | 1 – 0                                                                 | Scozia                                                                | Amichevole                                                            | -                                                                     | cap.                                                                  |
| 22-6-1973                                                             | Ginevra                                                               | Svizzera                                                              | 1 – 0                                                                 | Scozia                                                                | Amichevole                                                            | -                                                                     | cap.                                                                  |
| 30-6-1973                                                             | Glasgow                                                               | Scozia                                                                | 0 – 1                                                                 | Brasile                                                               | Amichevole                                                            | -                                                                     | cap.                                                                  |
| 26-9-1973                                                             | Glasgow                                                               | Scozia                                                                | 2 – 1                                                                 | Cecoslovacchia                                                        | Qual. Mondiali 1974                                                   | -                                                                     | cap.                                                                  |
| 14-11-1973                                                            | Glasgow                                                               | Scozia                                                                | 1 – 1                                                                 | Germania Ovest                                                        | Amichevole                                                            | -                                                                     | cap.                                                                  |
| 11-5-1974                                                             | Glasgow                                                               | Scozia                                                                | 0 – 1                                                                 | Irlanda del Nord                                                      | Amichevole                                                            | -                                                                     | cap.                                                                  |
| 14-5-1974                                                             | Glasgow                                                               | Scozia                                                                | 2 – 0                                                                 | Galles                                                                | Amichevole                                                            | -                                                                     | cap.                                                                  |
| 18-5-1974                                                             | Aberdeen                                                              | Scozia                                                                | 2 – 0                                                                 | Inghilterra                                                           | Amichevole                                                            | -                                                                     | cap.                                                                  |
| 1-6-1974                                                              | Bruges                                                                | Belgio                                                                | 2 – 1                                                                 | Scozia                                                                | Amichevole                                                            | -                                                                     | cap.                                                                  |
| 6-6-1974                                                              | Oslo                                                                  | Norvegia                                                              | 1 – 2                                                                 | Scozia                                                                | Amichevole                                                            | -                                                                     | cap.                                                                  |
| 14-6-1974                                                             | Dortmund                                                              | Scozia                                                                | 2 – 0                                                                 | Zaire                                                                 | Mondiali 1974 - 1º turno                                              | -                                                                     | cap.                                                                  |
| 18-6-1974                                                             | Francoforte sul Meno                                                  | Brasile                                                               | 0 – 0                                                                 | Scozia                                                                | Mondiali 1974 - 1º turno                                              | -                                                                     | cap.                                                                  |
| 22-6-1974                                                             | Francoforte sul Meno                                                  | Scozia                                                                | 1 – 1                                                                 | Jugoslavia                                                            | Mondiali 1974 - 1º turno                                              | -                                                                     | cap.                                                                  |
| 20-11-1974                                                            | Glasgow                                                               | Scozia                                                                | 1 – 2                                                                 | Spagna                                                                | Qual. Euro 1976                                                       | 1                                                                     | cap.                                                                  |
| 5-2-1975                                                              | Valencia                                                              | Spagna                                                                | 1 – 1                                                                 | Scozia                                                                | Qual. Euro 1976                                                       | -                                                                     | cap.                                                                  |
| 3-9-1975                                                              | Copenaghen                                                            | Danimarca                                                             | 0 – 1                                                                 | Scozia                                                                | Qual. Euro 1976                                                       | -                                                                     | cap.                                                                  |
| Totale                                                                |                                                                       | Presenze                                                              | 54                                                                    |                                                                       | Reti                                                                  | 3                                                                     |                                                                       |

## Palmarès

### Club

#### Competizioni nazionali
- Campionato inglese di seconda divisione: 1

Leeds Utd: 1963-1964
- Coppa di Lega inglese: 1

Leeds Utd: 1967-1968
- Campionato inglese: 2

Leeds Utd: 1968-1969, 1973-1974
- Charity Shield: 1

Leeds Utd: 1969
- Coppa d'Inghilterra: 1

Leeds Utd: 1971-1972

#### Competizioni internazionali
- Coppa delle Fiere: 2

Leeds Utd: 1967-1968, 1970-1971

### Individuale
- Giocatore dell'anno della FWA: 1

1970